# Bachorze (osada leśna)

Mapa Bachórz (Opisywane Bachorze u góry)

Bachorze – osada leśna w Polsce położona w województwie pomorskim, w powiecie chojnickim, w gminie Chojnice.

## Historia
Istnieje od XVIII wieku – była wówczas osadą szlachecką i należała do Jarcewa. Podczas kampanii moskiewskiej przez osadę przechodziła armia napoleońska, której żołnierze postawili w pobliżu tzw. Krzyż Napoleoński (jego kopia stoi do dziś w nieco innej lokalizacji, przy tzw. Drodze Pilskiej).
W latach 1975–1998 miejscowość administracyjnie należała do województwa bydgoskiego